# Evangelische Kirche (Nekielka)

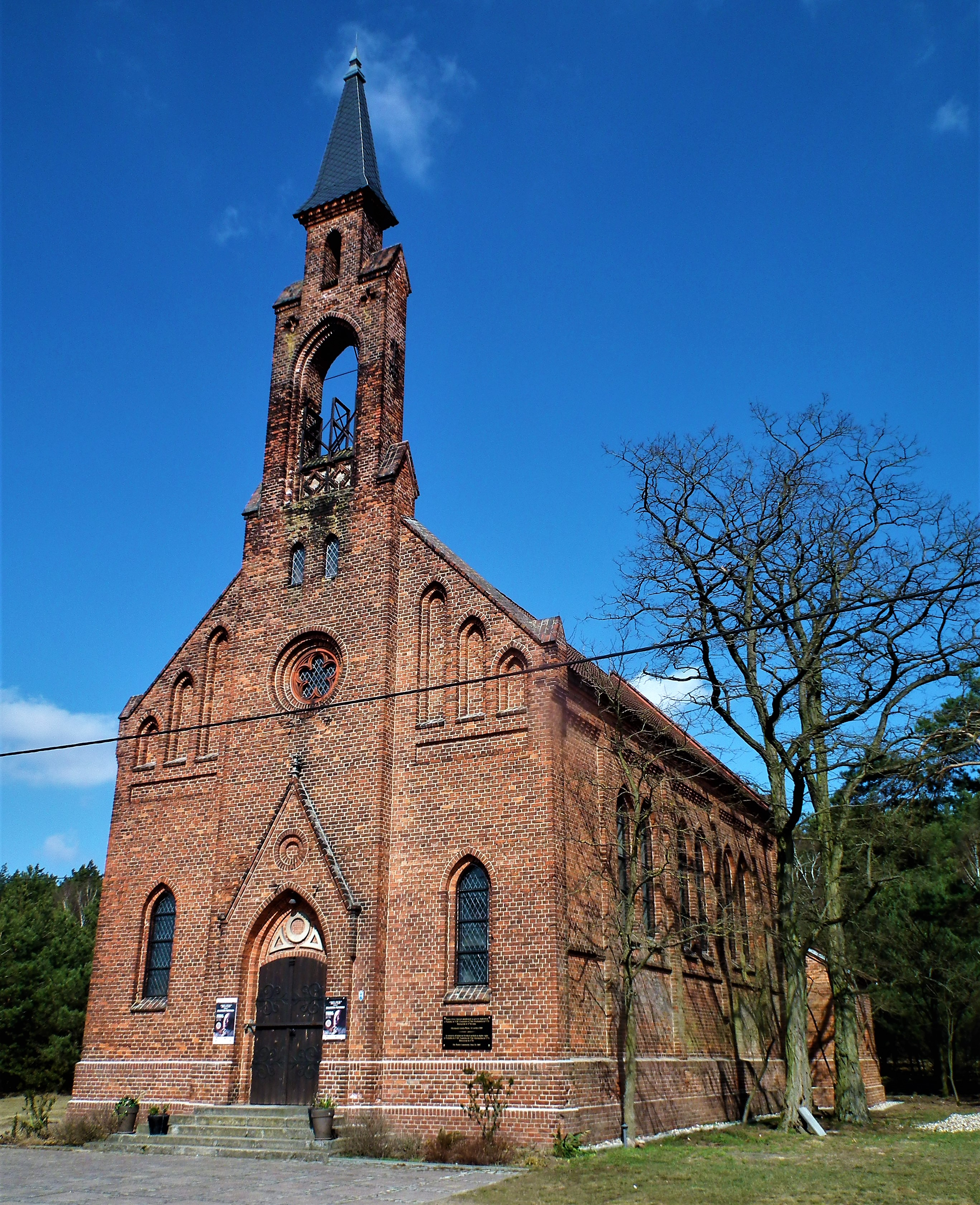
Die Fassade der Kirche

Die Evangelische Kirche in Nekielka ist eine Kirche in Nekielka im Powiat Wrzesiński in Polen. Die neugotische Kirche wurde 1999 in die Denkmalliste aufgenommen.

## Geschichte
Die erste Kirche wurde in der Hauländerei Nekielka von Siedlern 1754 gebaut. Sie diente nicht nur den Einwohnern, sondern auch den Bewohnern der umliegenden Dörfer als Gotteshaus. Ab 1817 gehörte die Kirchengemeinde zur neu gebildeten Kirchenprovinz Posen in der Evangelischen Kirche der Altpreußischen Union. Im Jahr 1881 wurde die Kirche abgerissen und im neugotischen Stil neu aufgebaut. Im Jahr 1907 wurde sie renoviert. 
Nach dem Ersten Weltkrieg gehörte die evangelische Kirchengemeinde Nakielka zur Unierten Evangelischen Kirche in Polen. Mit Flucht und Vertreibung der meist deutschsprachigen Gemeindemitglieder, die zur Minderheit der Polen deutscher Ethnie gehörten, ging die Gemeinde unter. Während des Zweiten Weltkriegs und danach diente die Kirche als Lager für Waffen. Die Kirche wurde von der Familie Kareński als Privateigentum erworben und dient als Kirchenraum.

## Fotos

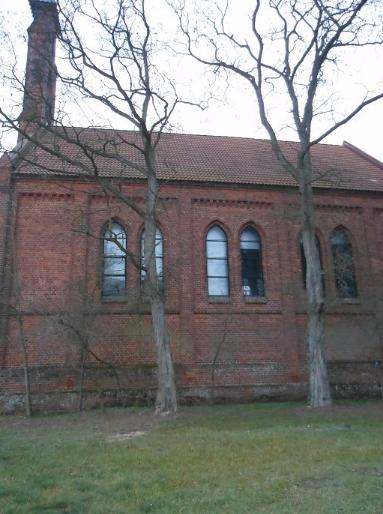
Die Südseite der Kirche
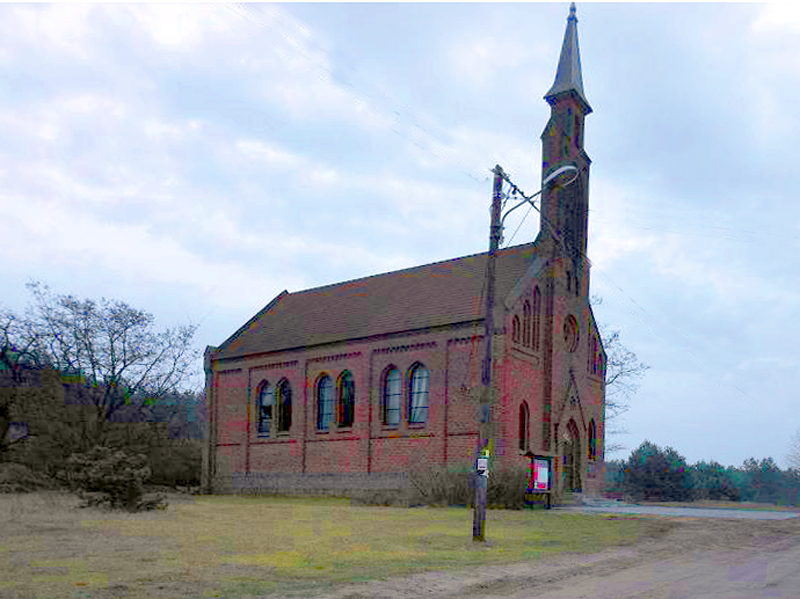
Die Nordseite der Kirche